# Concerto pour alto (Zelter)
Pour les articles homonymes, voir concerto pour alto (homonymie).
Le Concerto pour alto en mi bémol majeur est un concerto pour alto et orchestre du compositeur Carl Friedrich Zelter écrit en 1779. C'est une œuvre majeure du compositeur. Ce concerto est de structure classique, à trois mouvements. Il occupe aujourd'hui une place très importante dans le répertoire de musique pour alto.

## Structure
Cette œuvre comprend trois mouvements :
1. Allegro en 
 et mi bémol majeur ;
2. Adagio non troppo en 
 et do mineur ;
3. Rondo en 
 et mi bémol majeur.

La durée d'exécution est d'environ vingt minutes.

## Orchestration
Un orchestre symphonique classique ainsi qu'un soliste, un altiste, sont nécessaires à l'exécution de cette œuvre. 